# 칸톤먼트역

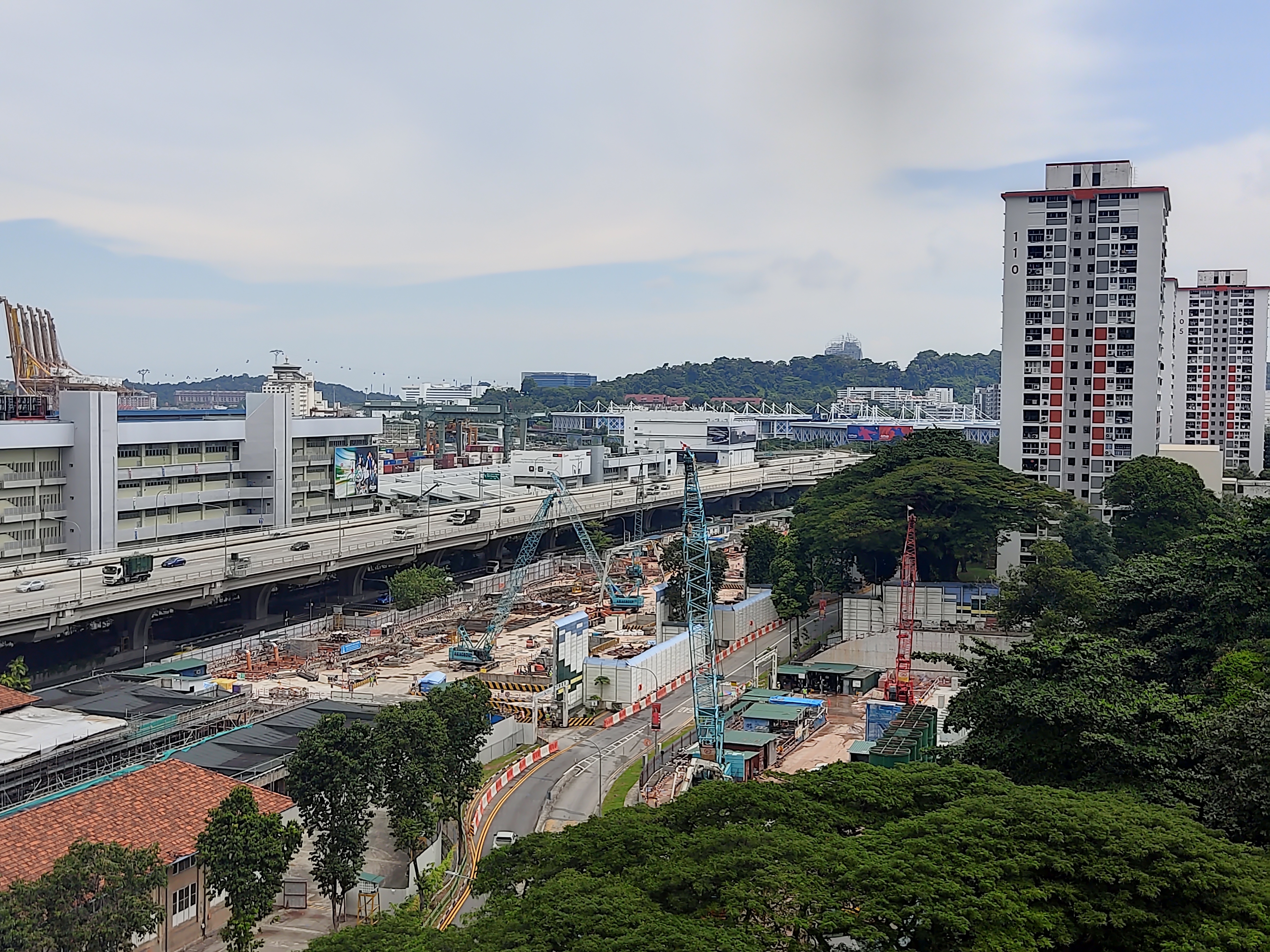

칸톤먼트역(Cantonment MRT station)은 스포티스우드 파크 로드 교차점 근처 에버튼 로드를 따라 싱가포르 부킷메라 계획 구역에 위치한 싱가포르 MRT 서클선(CCL)의 미래 지하 MRT(Mass Rapid Transit) 역이다. 이 역은 하버프론트역과 마리나베이역 사이의 "원을 닫는" 서클 라인의 6단계의 일부이다.
이 역은 아래에 건설되며 2011년 7월 1일에 운행이 중단된 역사적인 탄종파가르역과 통합될 것이다. 칸톤먼트역은 향후 그레이터 서던 워터프론트 개발에 대한 MRT 접근을 제공하게 된다. 이 역은 다른 CCL6 역과 함께 2025년에 개통될 예정이었으나 코로나19 범유행으로 인해 2026년으로 연기됐다.